# Uraeginthus granatinus
El granadero meridional o granadero común (Uraeginthus granatinus) es una especie de ave paseriforme de la familia Estrildidae encontrada en las tierras secas de África Meridional. 

## Distribución geográfica yhábitat
Tiene una extensión global estimada de ocurrencia de 2 300 000 km². Habita en matorrales secos y sabanas de Angola, Botsuana, Mozambique, Namibia, Sudáfrica, Zambia y Zimbabue. La especie está evaluada como de Preocupación Menor.
La filogenia de la especie fue obtenida por Antonio Arnaiz-Villena et al.

## Subespecies
Algunos autores reconocen tres subespecies:
- U. g. granatinus (Linnaeus, 1766)– del sur de Angola al noreste de Sudáfrica;
- U. g. siccatus (Clancey, 1959)– del oeste de Angola al oeste de Botsuana y el noroeste de Sudáfrica;
- U. g. retusus (Clancey, 1961)– sur de Mozambique.